# Santa Eugènia de Saga
Santa Eugènia és una petita església romànica que data del segle xi, a Saga, petit municipi de Ger, a la comarca de la Baixa Cerdanya, a pocs quilòmetres a l'oest de Puigcerdà.

## Història
La parròquia de Saga apareix esmentada en l'acta de consagració de la Seu d'Urgell l'any 839 i en un precepte del rei Lotari I de França l'any 958, com pertanyent al monestir de Sant Miquel de Cuixà. Va ser venuda l'any 1372 pel cavaller de Saga, Berenguer d'Oms al monestir de Sant Martí del Canigó.

## Edifici
És una església d'una sola nau amb un absis semicircular amb finestra central del segle xi, reformada al segle xii i un frontispici modern de petites dimensions.
Al Museu de les Arts Decoratives de París es conserva un frontal d'altar del segle xiii, procedent d'aquesta església. És atribuït al mestre de Soriguerola i relata la vida de Santa Eugènia. És una pintura al tremp sobre fons de plata decorada amb incisions foliada, d'un metre d'alçada per un metre i mig d'amplada.
L'any 1991, amb motiu de les primeres accions per restaurar-la, es va fer un sondeig a l'exterior de l'absis en el qual van aparèixer dues tombes de lloses, la fonamentació de l'absis i un mur que podria ser de l'antiga sagristia, que va esser enderrocat, per considerar que era un afegit.
Així mateix, es va enderrocar la coberta, que es trobava en ruïnes i amenaçava la caiguda de la volta de la nau, per l'obertura de les parets Nord i Sud.

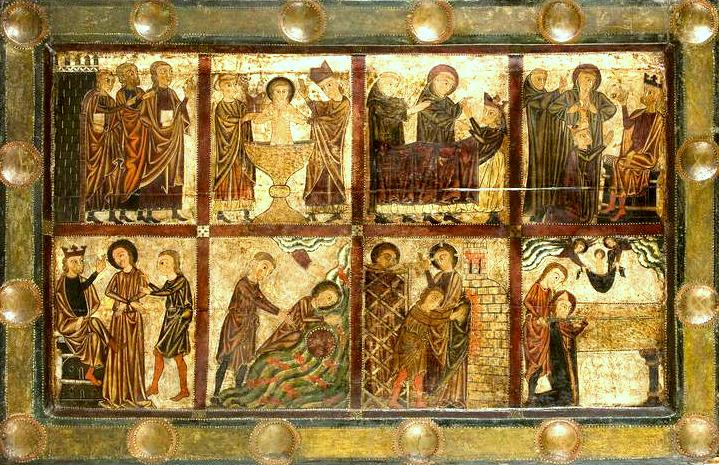
Frontal d'altar de Santa Eugènia de Saga

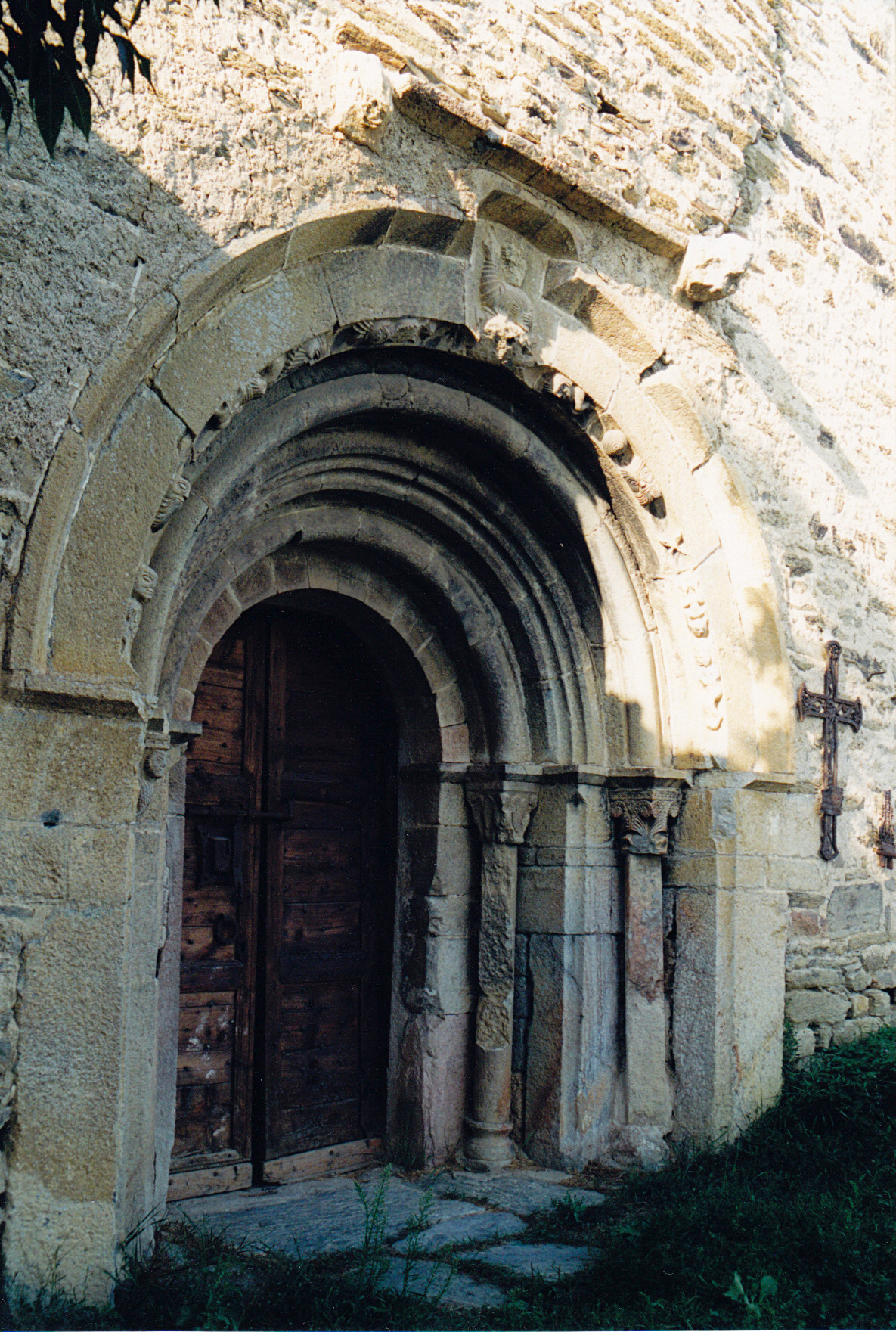
Portalada

En enderrocar la coberta es va descobrir que la volta de canó era feta de maons, arrebossats amb morter de calç i que la coberta, amagada per aquesta, era l'original romànica de fusta, molt malmesa. Es va decidir llavors, reproduir el màxim fidel possible, la nova coberta amb fusta, deixant un tram amb la volta de canó de maó, per a permetre els estudiosos la seva lectura. Amb motiu del projecte de pavimentació definitiva de l'església, es van fer dos sondeigs a l'interior de l'església l'any 1996, un a l'absis i l'altre a l'alçada de la porta. Es va localitzar una fonamentació construïda amb opus spicatum de l'absis.
L'església ha tingut un paviment de calç i terra trepitjada en el moment de la construcció que seria cobert posteriorment per un empostissat de fusta. Es van trobar tres tombes, dues de buides. Una tomba era al centre de l'absis, davant de l'altar romànic, estava delimitada per pedres i contenia les restes d'un individu infantil o jove, va aparèixer relacionat un fragment informe de ceràmica brunyida. L'altra tomba era al nord de l'anterior, la tercera tomba a la paret de tramuntana a l'alçada de la porta i de la pica baptismal.
Es va documentar la construcció d'una important trinxera de fonamentació dels arcs formers, que indica la preocupació per l'estabilitat física de l'església de Saga que és construïda en un subsòl argilós i inestable.
També es va localitzar un alineament de pedres i un tronc carbonitzat que es podria relacionar amb Sant Miquel de Soriguerola, on es van localitzar restes d'un empostissat de fusta a terra, caracteritzat per la presència de bigues col·locades transversalment a una distància regular al llarg de la nau, la cronologia probablement és posterior al segle xii.

## Conjunt escultòric
La portalada que dona accés al temple, feta a base de marbre rosa d'Isòvol, té l'arquetípica estructura de mig punt, tant en la porta d'accés com en les arquivoltes que la segueixen. Ens dona la benvinguda al temple l'anterior porta, emmarcada per un parell de brancals vessats amb dues columnes adossades a aquests. De les jambes neixen un seguit de tres arquivoltes, encara que resulta una mica complex assegurar-ne el nombre, a causa de la disposició i divisió en petites motllures. La part més externa de les arquivoltes està rematada per una motllura en voladís que serveix com a marc, dins del qual se circumscriu el conjunt escultòric.
Un atribut que caracteritza aquesta església, en comparació a moltes de les altres esglésies romàniques de la Baixa Cerdanya, és la presència de petites obres escultòriques d'aquesta època integrades en la portalada. Encara que no es pugui assegurar amb certesa, en un origen la portalada devia estar profusament decorada i policromada, com es pot advertir en algunes efígies. Podem trobar restes escultòriques al llarg de la tercera arquivolta (tenint com a punt de partida el centre de la porta d'accés), a la clau de l'arquivolta, i els capitells de les columnes adossades als brancals.

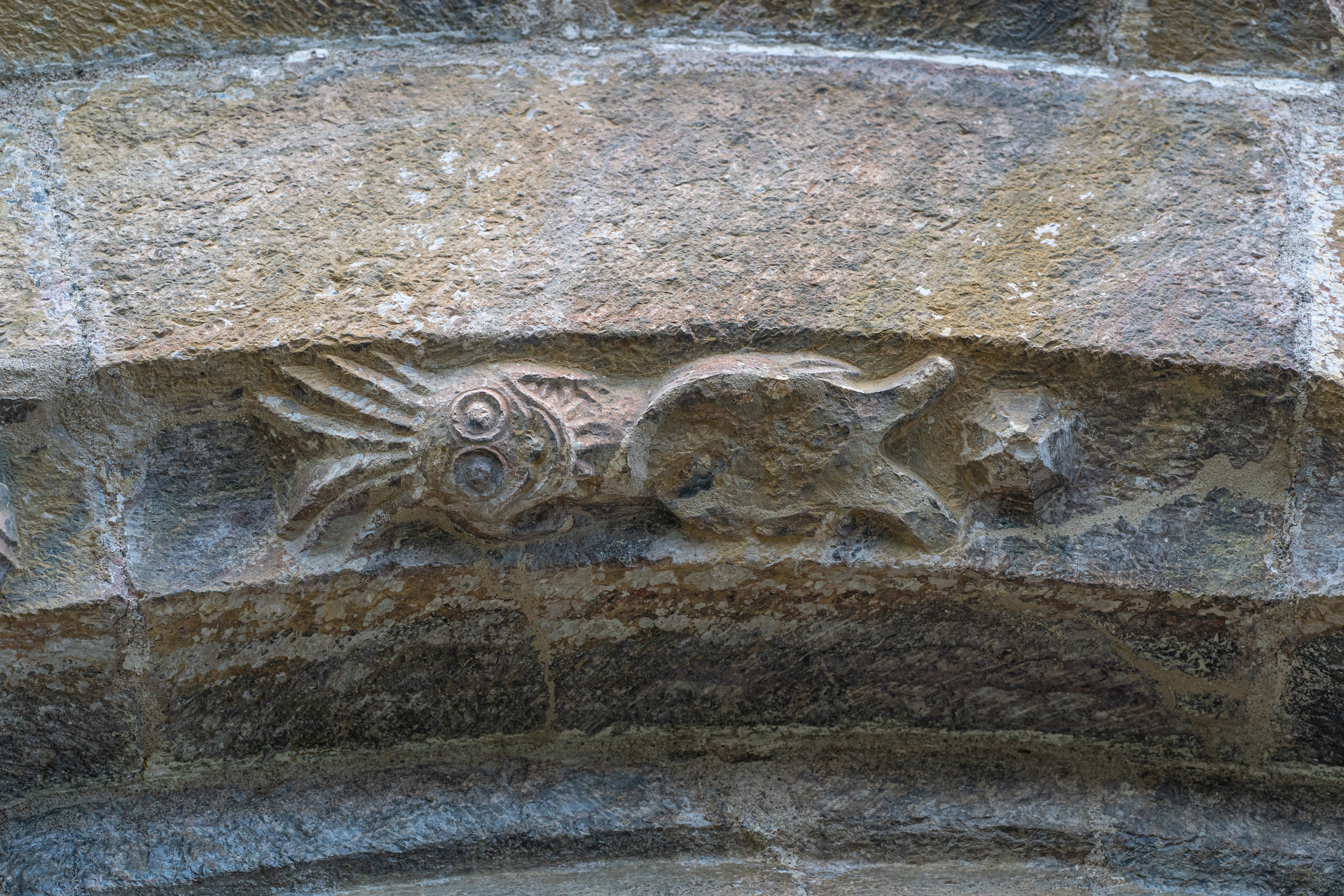
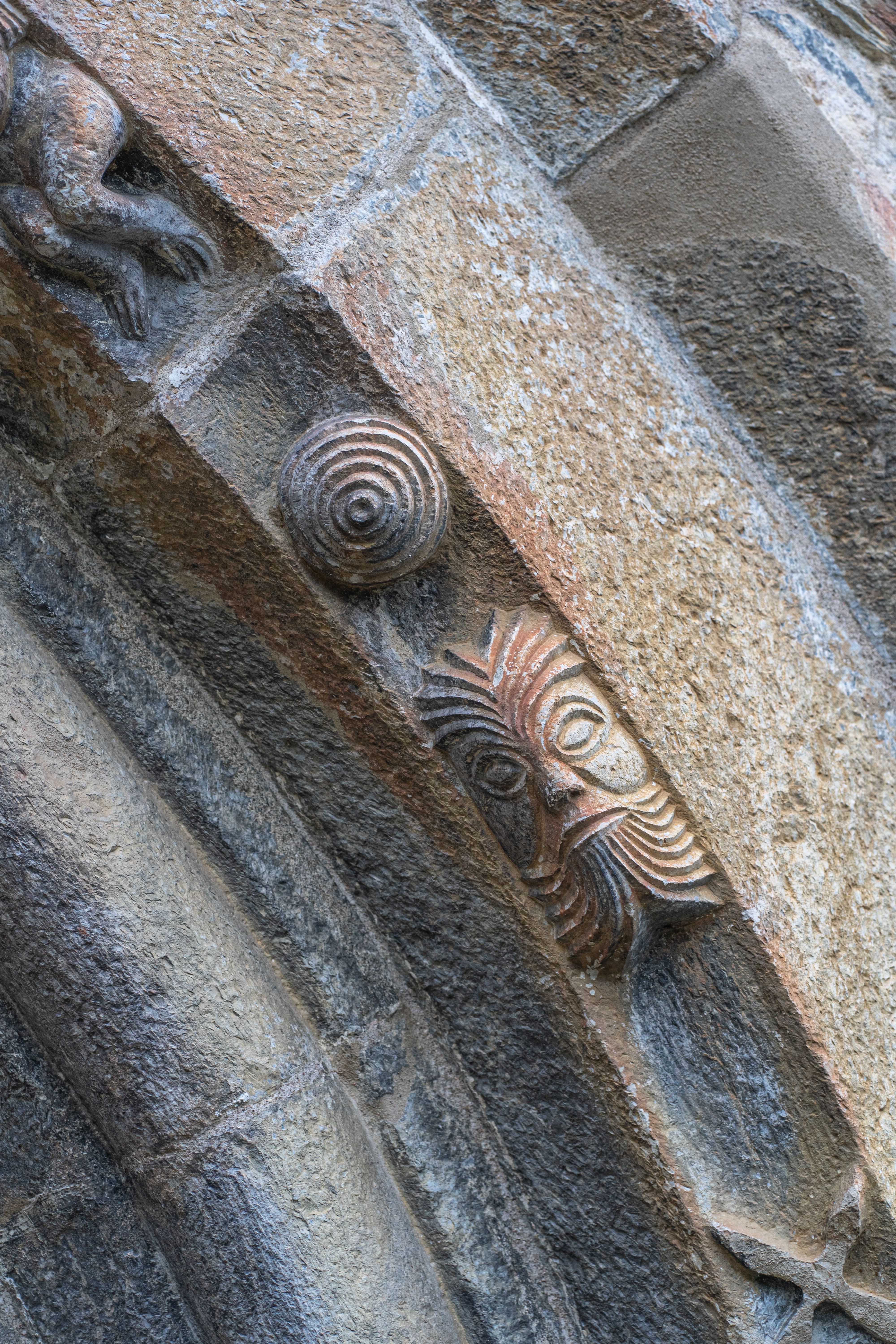
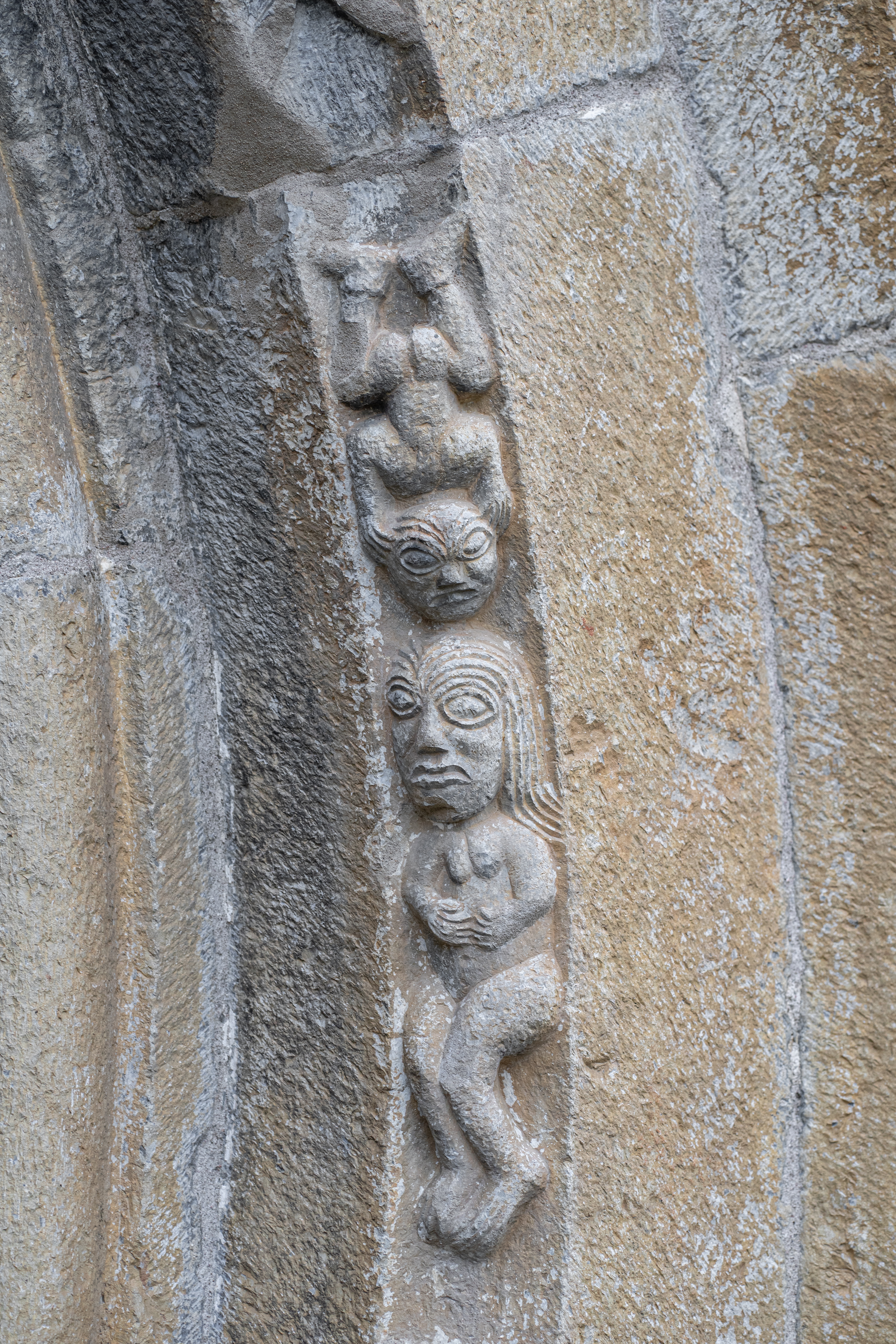
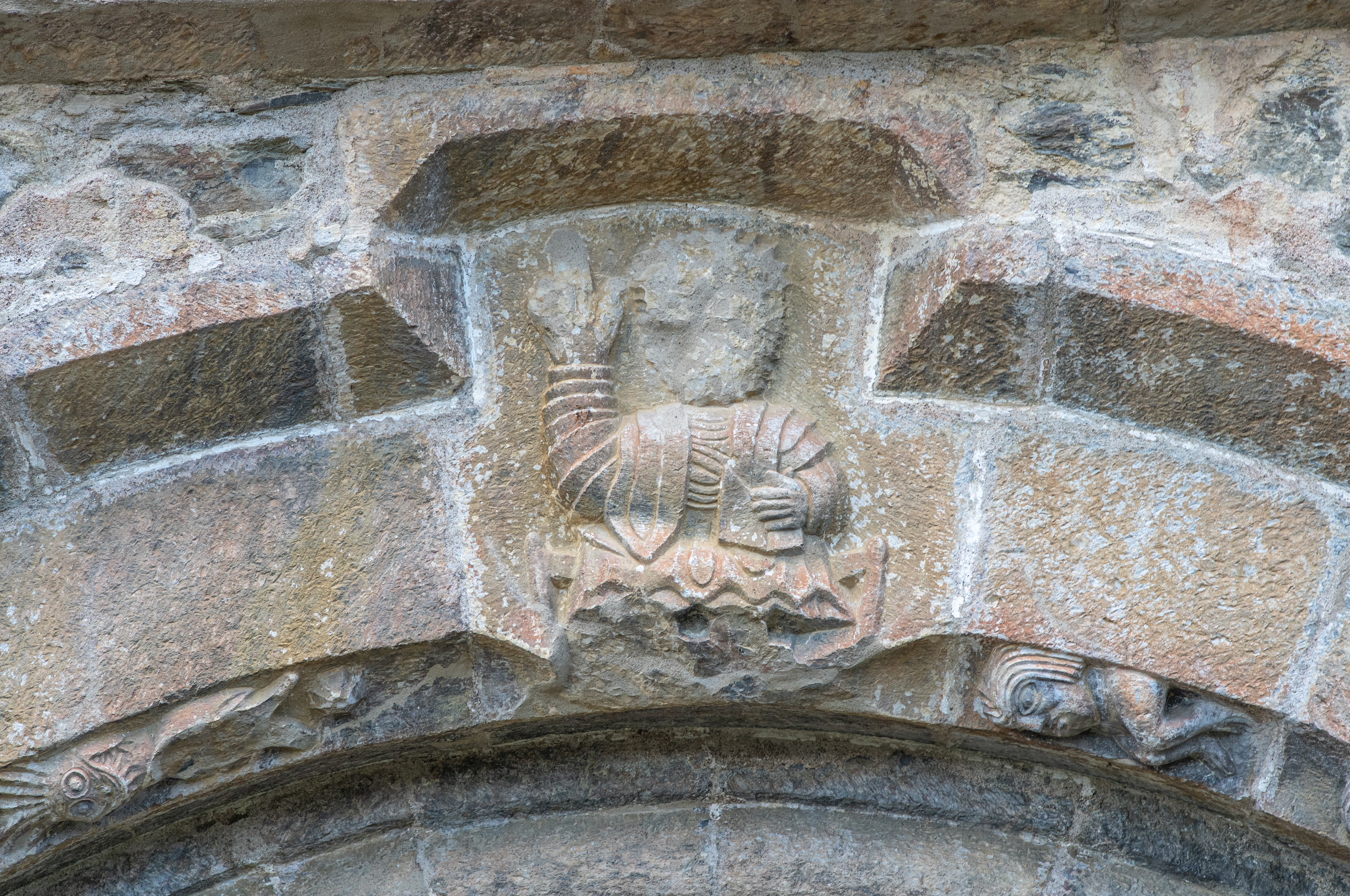
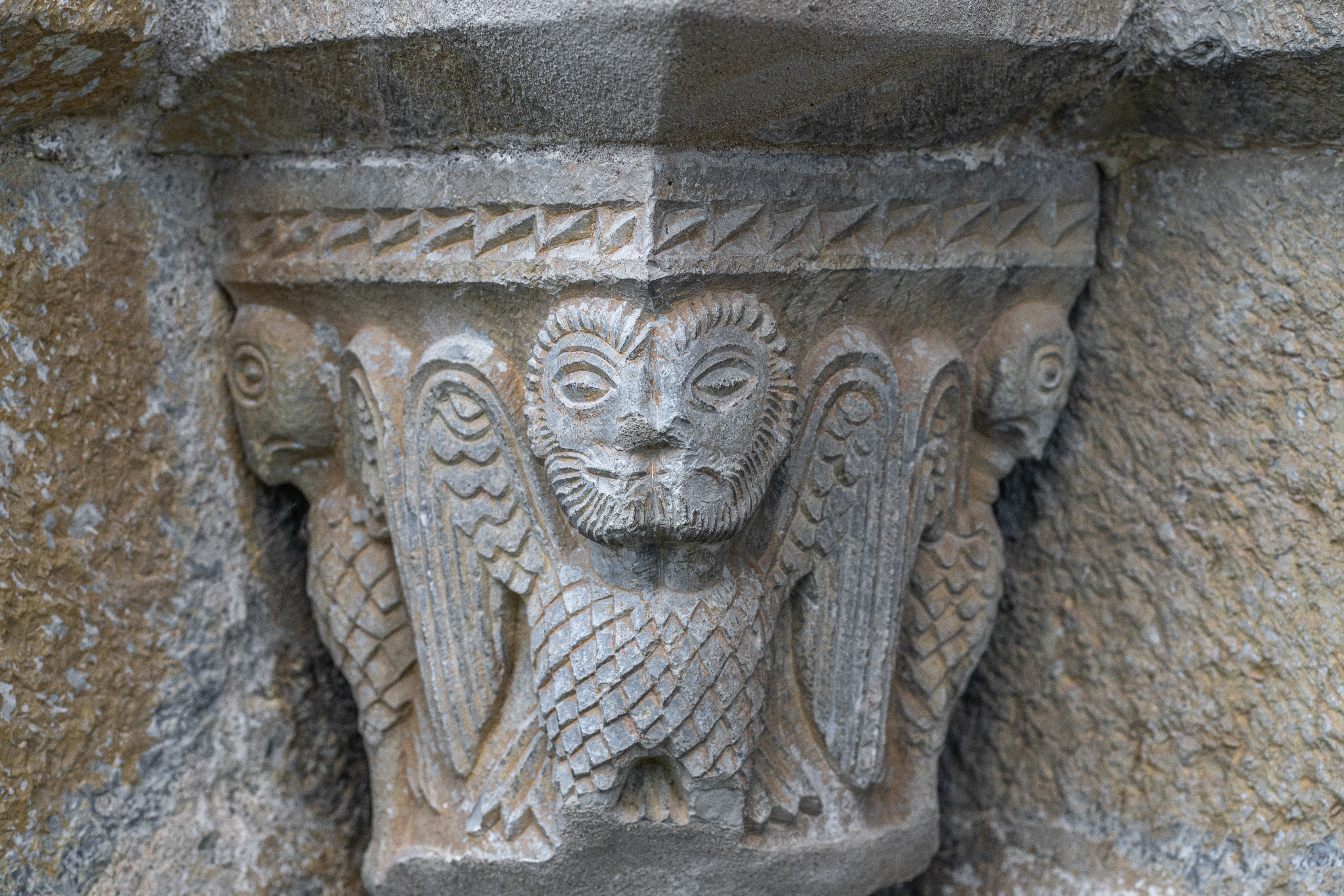
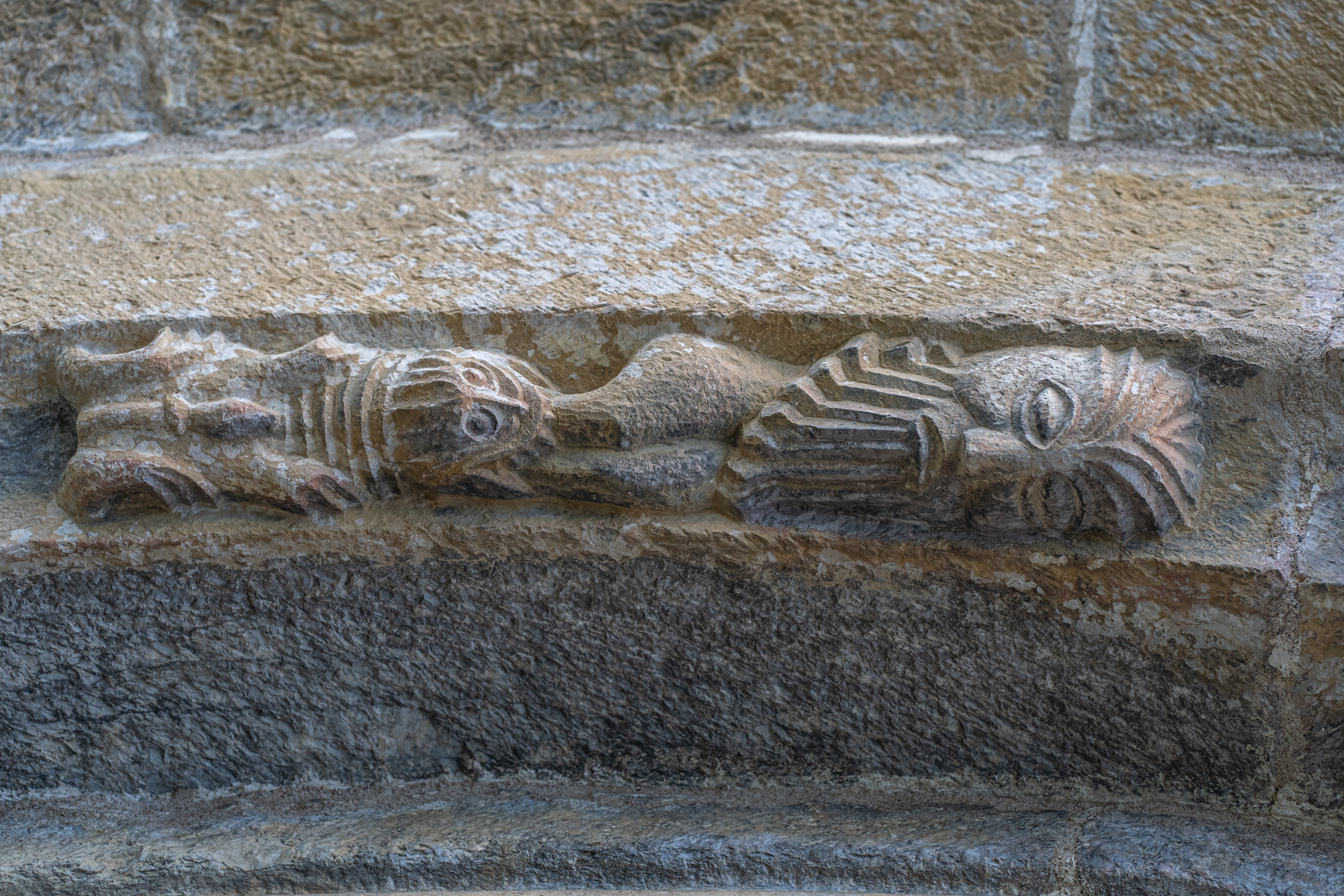
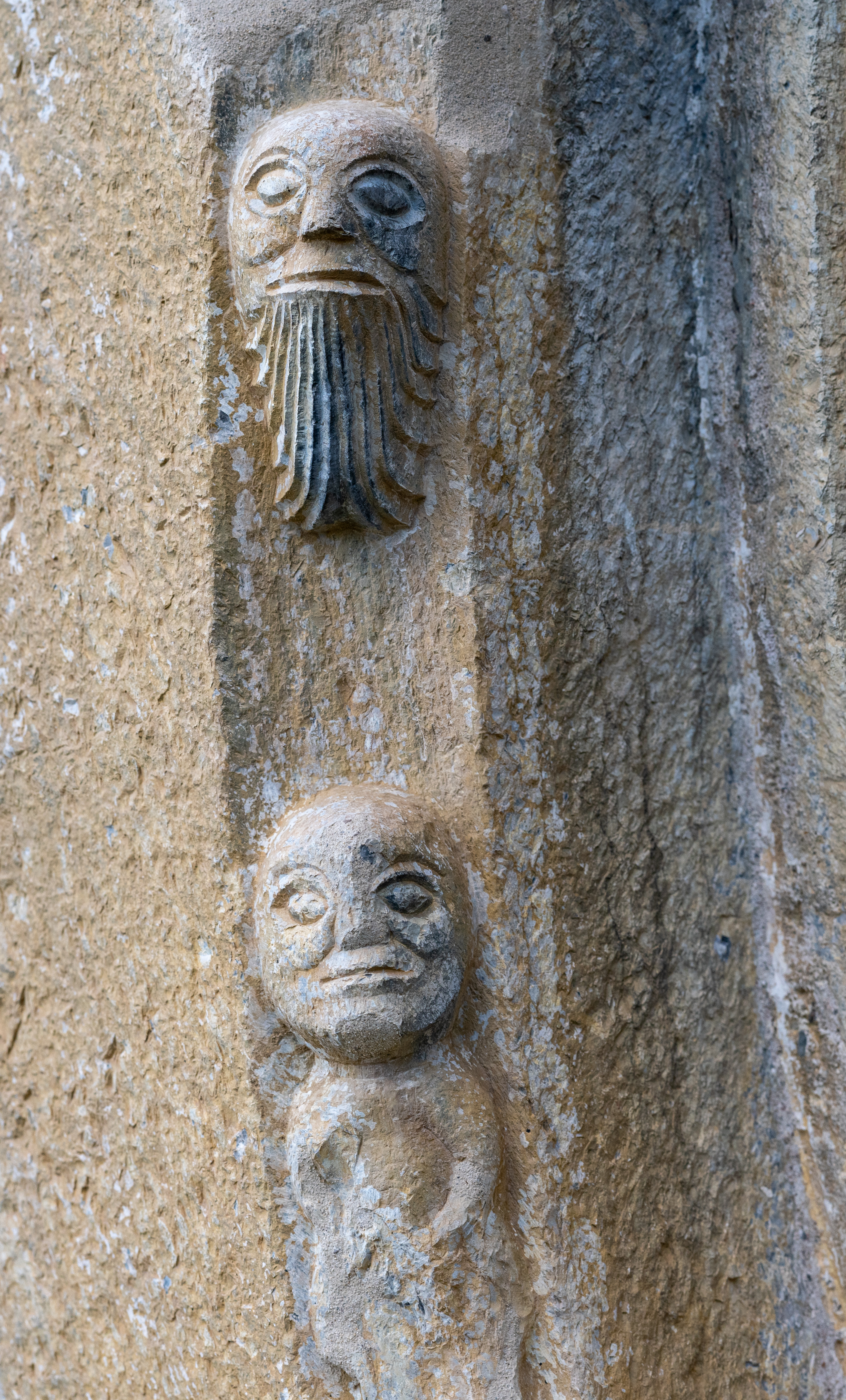

### Escultura de la clau
Tallat sobre la dovella que serveix de clau a l'arquivolta, s'hi pot veure un home, segurament una imatge de Crist Pantocràtor, en actitud de beneir, vestit amb una túnica formada per una successió de plecs lineals, situat rere el que sembla ser una taula o un altar, encara que, degut a la mala conservació, podria tractar-se de la falda de Crist. Curiosament, podem advertir que, aquesta figura no te rostre i que porta posada una estola, atribut inèdit per a una representació d'aquesta tipologia. Amb la mà esquerra sosté un llibre, i just a la seva dreta hi ha un element desconegut, amb forma de sac petit.
Per una altra part, l'arquivolta acull una sèrie de petits motius fantasiosos que representen personatges humans nus i monstres, i una espècie de batraci de dents afilades devorant una dona i davant un gnom que efectua una capbussada. Un Crist esculpit a la clau de l'arquivolta domina el conjunt.

### Escultures de les arquivoltes
A les arquivoltes hi ha onze escultures adossades, on destaquen escultures de caràcter bíblic, humà, natural i fantàstic. Al registre inferior de la banda dreta de l'arquivolta podem veure-hi la figura d'una dona nua amb les mans al ventre, les cames una mica arronsades, amb un rostre semblant a les figures humanes precolombines i uns ulls desmesurats sense pupil·la. Just a sobre seu hi ha la figura d'un acròbata nu amb els glutis a l'aire. Aquest té una expressió malèfica amb un parell de banyes a banda i banda del rostre. Segurament, aquest parell de figures que, a simple vista sembla ser un conjunt escultòric independent l'un de l'altre, podria simbolitzar la temptació d'Eva per part del diable, en aquest cas en forma humana i no de serp. Una altra hipòtesis que reforça aquesta teoria és la presència de la figura de l'acròbata just sobre Eva. L'acròbata va nu, atribut que segons Sant Lluc és quelcom demoníac.

### Escultures dels capitells
L'església té dos capitells a banda i banda de la porta, dos de tipologia vegetal i dos zoomorfs.